# Mrs. Cop 2
Mrs. Cop 2 (en hangul, 미세스 캅 2) es una serie de televisión surcoreana de misterio transmitida por Seoul Broadcasting System desde el 5 de marzo hasta el 8 de mayo de 2016, derivada de la serie homónima emitida en 2015, en esta ocasión mantiene sus protagonistas de la primera temporada Kim Sung Ryung y Kim Min Jong pero ahora son acompañados por Kim Bum y una nueva historia totalmente diferente que se desarrolla a lo largo de 20 episodios cada sábados y domingos a las 22:00 (KST).

## Argumento
Yoon Jung (Kim Sung Ryung), la señora policía que comúnmente se hace cargo de los crímenes de Seúl, tendrá que resolver el caso más importante de su vida, similar a uno que hace seis años ella misma no pudo resolver, sin embargo, ahora decide no dar pie atrás en la investigación, ayudada por el detective Jong Ho (Kim Min Jong) se enfrentan al villano Lee Ro Joon (Kim Bum) quien es CEO de El Capital y está detrás de todo.

## Reparto

### Personajes principales
- Kim Sung Ryung como Go Yoon Jung.
- Kim Min Jong como Park Jong Ho.
- Kim Bum como Lee Ro Joon.

### Personajes secundarios
- Kim Byung-chul como Min Jong-bum (ep. #2, 5, 12-14, 16).

Policía metropolitana de Seúl
- Lim Seul Wong como Oh Seung Il.
- Son Dam Bi como Shin Yeo Ok.
- Lee Jun-hyeok como Bae Dae-hoon.
- Kim Hee Chan como Kang Sang Chul.
- Jung In Kyum como Jung In Kyum.
- Joo Suk-tae como el Det. Lee Joong-min.

EL Capital
- Cha Hwa Yeon como Seo Jung Mi.
- Choi Jin-ho como Baek Jong-shik.

Relacionados con Yoon Jung
- Jang Hyun-sung como Park Woo-jin.
- Yoon Joo Sang como Go Byung Shik.
- Lee Hyo Je como Park Min Jae.
- Lee Mi Do como Park Soo Min.

### Otros personajes
- Yoo Hyung Kwan.
- Gong Da Im.
- Kwon Tae Ho.
- Han Chul Woo.
- Kim Hee Ae.
- Kim Jong Soo.
- Son Hyun-joo
- Kim Jong-tae.
- Shin Seung-hwan como Bae Dal-hwan.[3]
- Lee Hyun-wook como un detective.
- Kim Hak-sun como Cha Seung-ho.
- Kim Jung-young como la esposa de Cha Seung-ho.

## Premios y nominaciones
| Año  | Premio          | Categoría                             | Nominado       | Resultado |
| ---- | --------------- | ------------------------------------- | -------------- | --------- |
| 2016 | SBS Drama Award | Special Award, Actor in a Genre Drama | Jang Hyun-sung | Nominado  |

## Emisión internacional
- Estados Unidos: KSCI-TV (2016).[4]
- Francia: Gong (2016).
- Indonesia: RTV (2016).